# クロスネットサービス
クロスネットサービスは、鳥取銀行及び鳥取県内の農業協同組合（JAバンク鳥取〈鳥取いなば農業協同組合（JA鳥取いなば）・鳥取西部農業協同組合（JA鳥取西部）・鳥取中央農業協同組合（JA鳥取中央）・鳥取県信用農業協同組合連合会（JA鳥取信連）〉）との間のATM・CD利用手数料無料提携サービスである。

## 概要[1]

### 対象金融機関
- 鳥取銀行
- 鳥取県内の農業協同組合（JAバンク鳥取）
  - 鳥取いなば農業協同組合（JA鳥取いなば）
  - 鳥取西部農業協同組合（JA鳥取西部）
  - 鳥取中央農業協同組合（JA鳥取中央）
  - 鳥取県信用農業協同組合連合会（JA鳥取信連）

ただし本サービスの他、別の無料提携サービス（鳥取銀行に関しては他に島根銀行ともATM利用手数料無料提携（さんいんクロスネットサービス）をしている他、鳥取県内の農業協同組合（JAバンク鳥取（JA鳥取いなば・JA鳥取西部・JA鳥取中央・JA鳥取信連））に関してはJAバンクATM利用手数料無料提携等がある。）が適用される場合がある。

### 利用時間と手数料
- 平日 8:45 - 18:00の出金：無料
- 平日 8:00 - 8:45と18:00 - 21:00の出金、土曜・日曜・祝日 9:00 - 17:00の出金：108円

### 対象ATM
- 上記対象金融機関が単独で設置しているATM
- 共同ATMの内、上記対象金融機関の何れかが幹事となるATM（ただし、鳥取銀行が幹事となるATMは対象外。）

なお、上記対象金融機関同士での共同ATMも存在する（例：鳥取銀行とJAバンク鳥取の共同ATMなど）。
- 以下のコンビニエンスストアに設置されているATMも対象となる（上記対象金融機関が単独で設置しているATMであり、コンビニATMでは無い。）。
  - ポプラ倉吉福吉店（鳥取県倉吉市）：JA鳥取中央が単独で設置
  - ポプラ中央栄店（鳥取県東伯郡北栄町）：JA鳥取中央が単独で設置

- 鳥取県以外では以下のATMが対象となる。
  - 鳥取銀行
    - 松江支店（島根県松江市）
    - イオン松江ショッピングセンター（島根県松江市）=ATMのみ
    - 出雲支店（島根県出雲市）
    - 安来支店（島根県安来市）
    - 津山支店（岡山県津山市）
    - マルイノースランド店（岡山県津山市）=ATMのみ
    - イオンモール津山（岡山県津山市）=ATMのみ
    - 津山西支店（岡山県津山市）

### 対象外ATM
以下のATMは本サービスの対象外となり、下記該当金融機関以外は通常の他行（MICS）利用手数料がかかるので注意が必要である。
- 共同ATMの内、鳥取銀行幹事でJAバンク鳥取が参加していないATM。以下に例示する。
  - 鳥取ショッピングシティ（イオン鳥取店）
  - 鳥取市立病院
  - 鳥取赤十字病院
  - 丸由百貨店
  - 鳥取卸センター
  - 八東ATM
  - いない倉吉中央店
  - 米子天満屋
  - マルイ安倍店
  - 済生会境港総合病院
- 共同ATMの内、上記対象金融機関以外が幹事となるATM。以下に例示する。
  - 中国銀行幹事で鳥取銀行が参加する下記の共同ATM
    - マルイウエストランド店
    - マルイイーストランド店
- コンビニATM
  - 「セブン銀行ATM」（クロスネットサービス内では全金融機関が参加。ネットワークシステムが異なるためmics利用手数料では無く、各参加金融機関所定のセブン銀行ATM利用手数料が必要。）

など

## 沿革
- 1995年（平成7年）2月 - サービス開始。